# آینا آیبا
آینا آیبا (انگلیسی: Aina Aiba؛ زادهٔ ۱۷ اکتبر ۱۹۸۸) صداپیشگی اهل ژاپن است.